# Loknea, Romnî
Loknea (în ucraineană Локня) este un sat în comuna Homînți din raionul Romnî, regiunea Sumî, Ucraina.

## Demografie
Componența lingvistică a localității Loknea
     Ucraineană (96,76%)
     Rusă (3,24%)
Conform recensământului din 2001, majoritatea populației localității Loknea era vorbitoare de ucraineană (96,76%), existând în minoritate și vorbitori de rusă (3,24%).